# Wassili Jewdokimowitsch Adodurow

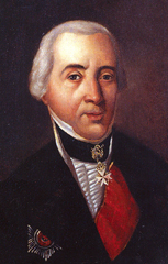
Wassili Jewdokimowitsch Adodurow

Wassili Jewdokimowitsch Adodurow (russisch Василий Евдокимович Адодуров; * 15. Märzjul. / 26. März 1709greg. in Nowgorod; † 5. Novemberjul. / 16. November 1780greg. in St. Petersburg) war ein russischer Mathematiker, Philologe und Hochschullehrer.

## Leben
Adodurow stammte aus einer alten Adelsfamilie. Er besuchte die Schule der Brüder Lichud in Nowgorod, dann die Academia Slavo-Graeco-Latina der Brüder Lichud in Moskau (1723–1726) und das Gymnasium an der Akademie der Wissenschaften in St. Petersburg (1726). 1727 begann er das Studium an der Universität der Akademie der Wissenschaften. 1728 zeigte sich seine besondere Begabung für Mathematik, die Daniel Bernoulli lehrte. 1731 erschien ein Deutsch-Latein-Russisch-Wörterbuch auf der Basis des Lexikon bipartitum latino-germanicum et germanico-latinum in quo latinitas prisca et pura ... ex probatissimis autoribus methodo perspicua explicatur von Ehrenreich Weismann mit einer kurzen russischen Grammatik von Adodurow.
1733 wurde Adodurow Adjunkt am Lehrstuhl für Höhere Mathematik und Übersetzer an der Akademie der Wissenschaften. Ab 1735 beteiligte er sich mit Wassili Kirillowitsch Trediakowski an Studien der Russischen Sprache der Akademie der Wissenschaften. Er übersetzte insbesondere Werke von Leonhard Euler und Georg Wolfgang Kraffts Experimentorum physicorum brevis descriptio. 1736 wurde er Tutor der aus Moskau zum Studium in St. Petersburg geschickten Schulabsolventen, zu denen auch Michail Wassiljewitsch Lomonossow gehört hatte. 1737 verfasste er die Anfangsgründe der russischen Sprache. 1740 erschien seine Russische Grammatik, eine der ersten Grammatiken für die Volkssprache im Gegensatz zum Kirchenslawisch.
1741 wechselte Adodurow in das Heroldmeister-Kontor und war schließlich Heroldmeister (1753–1755). In dieser Zeit leitete er praktisch die russische Heraldik und schuf Hunderte von Wappen für in den Adelsstand erhobene Personen, darunter mehr als 300 Preobraschensker Leib-Gardisten, die der Kaiserin Elisabeth zum Thron verholfen hatten.
1744 wurde Adodurow auf Vorschlag Graf Alexei Grigorjewitsch Rasumowskis zum Russischlehrer der Thronfolgerverlobten Prinzessin Sophie Auguste Friederike von Anhalt-Zerbst ernannt. 1749 heiratete Adodurow Jelisaweta Dmitrijewna Murawewa, Tochter eines Porutschiks des Preobraschensker Leib-Garderegiments mit einem Landgut mit 1500 Leibeigenen als Mitgift.
Im Zusammenhang mit dem Hochverratsprozess gegen Alexei Petrowitsch Bestuschew-Rjumin wurde Adodurow 1758 verhaftet und schließlich nach Orenburg verbannt. 1762 holte ihn die frühere Prinzessin Sophie und jetzige Kaiserin Katharina II. aus Orenburg zurück und machte ihn zum Präsidenten des Manufaktur-Kollegiums (1762–1764) und Kurator der Universität Moskau (1762–1778), an der er Mathematik-Vorlesungen hielt. 1774 wurde er Senator und 1778 Ehrenmitglied der Akademie der Wissenschaften.
Adodurows Grab befindet sich auf dem Lazarus-Friedhof des Alexander-Newski-Klosters in St. Petersburg. Zu seinem 300. Geburtstag stiftete die Gilde der Heraldik-Künstler den Adodurow-Preis.